# ピーチ (お笑い芸人)
ピーチ（1981年7月31日 - ）は、吉本興業所属のお笑い芸人。お笑いトリオ『かたつむり』のメンバーで、2017年1月に加入した。本名は岡部 秀範（おかべ ひでのり）。福島県会津若松市出身。桐蔭横浜大学卒業。身長170cm、体重60kg、血液型A型。東京NSC10期生。

## 略歴
2011年4月20日に、お笑いコンビ「ブレーメン」が解散。以後、ピン芸人としての活動を続けていたが、2012年6月10日より畑中しんじろうとお笑いコンビ「町のベーカリーズ」を結成。
2013年4月2日、相方である畑中しんじろうがTwitterにて町のベーカリーズ解散を発表。畑中は地元の北海道へ戻り、岡部はピン芸人として活動を続けていたが、2013年11月、テレ朝動画の芸人同棲という番組からGO!皆川とコンビ「ペペ」を結成したが、2016年9月30日で解散し、再度ピン芸人として活動。
2017年1月1日より、お笑いコンビ「かたつむり」に加入して、お笑いトリオとして活動開始。
2022年9月21日より、現芸名を使用している。

## プロフィール
- 三人兄弟の長男。
- 弟は湘南ベルマーレフットサルクラブに所属していた岡部将和。
- 趣味は、サッカー、麻雀、将棋、桃鉄。
- プロ入りした弟と同様にサッカー（フットサル）が得意で、横浜フリューゲルスのジュニアユースの経験を持つ。
- リズムに乗せた一発ギャグが得意。
- 中村俊輔に顔が似ていることを自ら主張する時があり、フリーキックのモノマネを得意とする。
- パンサー尾形軍団の一員[4]としてバーター出演することが多い。